# Juliusz Ulatowski

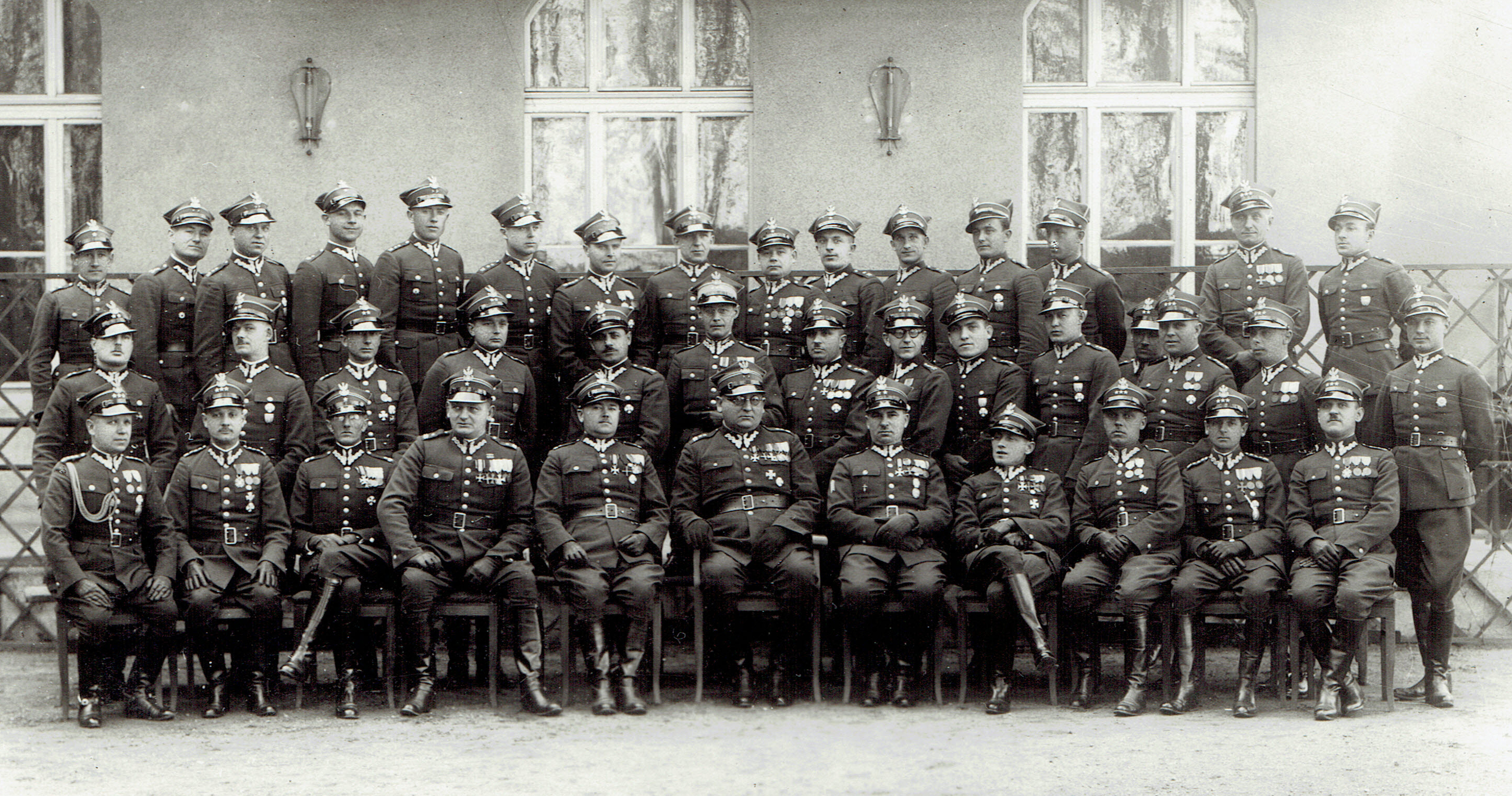
Kadra oficerska 70 pułku piechoty w II połowie lat 30. W środku siedzi dowódca pułku ppłk Alfred Konkiewicz, na prawo od niego siedzi jego zastępca ppłk Aleksander Kiszkowski. Kpt. Juliusz Ulatowski siedzi pierwszy z prawej.

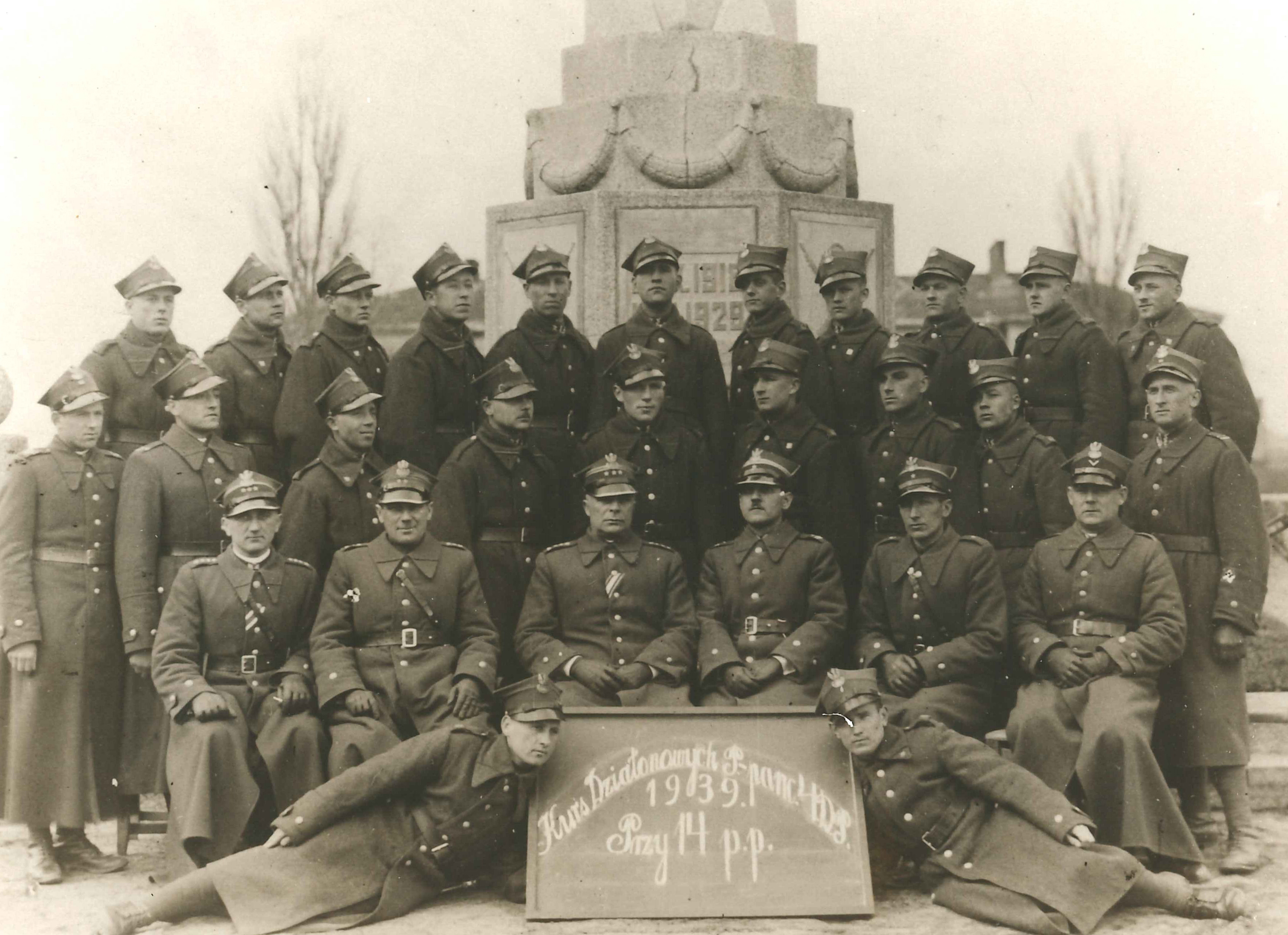
Kurs działonowych ppanc. 4 Dywizji Piechoty zorganizowany przy 14 pułku piechoty (kwiecień 1939). Siedzą od lewej: kpt. Józef Koziński, ppłk Władysław Dzióbek, płk Franciszek Sudoł, mjr Juliusz Ulatowski i ppor. Józef Gumiński.

Juliusz Leon Ulatowski (ur. 28 marca 1897 w Błażowej, zm. 16 marca 1987 w Koninie) – major piechoty Wojska Polskiego, dowódca III batalionu 36 pułku piechoty w kampanii wrześniowej 1939. 

## Młodość i I wojna światowa
Urodził się w Błażowej (powiat rzeszowski) jako syn Franciszka (kasjera kasy oszczędnościowej) i Leony Wojdołowicz (nauczycielki). Ukończył trzy klasy gimnazjum w Rzeszowie, kolejne cztery klasy w gimnazjum w Jarosławiu, a klasę ósmą w Wiedniu - na kursach polskich. Tam też w 1915 zdał egzamin maturalny, po czym przez dwa semestry studiował prawo na uniwersytecie w Krakowie. 31 lipca 1916 wcielony do armii austro-węgierskiej, ukończył szkołę oficerską w Opawie. Dowodził plutonem i kompanią, od maja 1917 na froncie włoskim (skierowany tam został z kadry 40 pułku piechoty), gdzie został ranny 18 czerwca 1918. Leczony w szpitalu w Wiedniu. 

## Służba w Wojsku Polskim
Od 18 listopada 1918 w Wojsku Polskim, przydzielony do 2 pułku piechoty Ziemi Rzeszowskiej (przemianowanego w dniu 8 lutego 1919 na 18 pułk piechoty) i skierowany na urlop zdrowotny. 18 stycznia 1919 melduje się w pułku i w stopniu podporucznika piastuje stanowisko oficera żywnościowego. Od 5 maja do 7 czerwca 1919 na froncie ukraińskim pod Przemyślem jako dowódca plutonu i oficer żywnościowy 18 pułku piechoty. Uczestnik wojny polsko-bolszewickiej, potem w kadrze 18 pułku piechoty w Koninie i Krakowie - jako oficer żywnościowy. Od końca sierpnia 1920 na stanowiskach dowódcy plutonu i kompanii w kadrze 18 pp w Koninie i Skierniewicach. Awansowany do rangi porucznika.
Na dzień 1 czerwca 1921 w stopniu porucznika pełnił służbę w 18 pułku piechoty. W dniu 3 maja 1922 dekretem Józefa Piłsudskiego został zweryfikowany w tymże stopniu (porucznika), ze starszeństwem od dnia 1 czerwca 1919 i 1758. lokatą w korpusie oficerów piechoty. Do grudnia 1927 pełnił służbę w 18 pp ze Skierniewic, zajmując w 1923 roku 1570. lokatę, a rok później 704. lokatę wśród poruczników piechoty. W okresie od 28 stycznia 1922 do 14 września 1925 na stanowisku referenta statystycznego w Dowództwie Okręgu Korpusu Nr IV w Łodzi. 
Na podstawie rozporządzenia Ministra Spraw Wojskowych gen. dyw. Władysława Sikorskiego został z dniem 15 września 1925 przeniesiony służbowo na X Kurs Doszkolenia Młodszych Oficerów Piechoty w Chełmnie. Po powrocie z kursu (1 stycznia 1926) dowodził plutonem i kompanią w macierzystym 18 pułku piechoty.
W sporządzonym na przełomie lat 1926/1927 przez Szefa Departamentu Piechoty Ministerstwa Spraw Wojskowych (płk. Szt. Gen. Józefa Zamorskiego) „Wykazie imiennym poruczników 1926/27" – zaliczono por. Ulatowskiemu 2-miesięczny okres dowodzenia kompanią na froncie, przy czym za czas dowodzenia oddziałami bojowymi na froncie przyjęto okres od dnia 1 czerwca 1919 do dnia 1 marca 1921.
W grudniu 1927 został przeniesiony z 18 pułku piechoty do Korpusu Ochrony Pogranicza z jednoczesnym przeniesieniem ewidencyjnym do Kadry Oficerów Piechoty oraz przydziałem do Dowództwa 4 Brygady KOP „Podole”. W roku 1928 zajmował 173. lokatę wśród poruczników korpusu piechoty. Jego oddziałem macierzystym pozostawał wówczas 18 pułk piechoty i nadal pełnił służbę w Korpusie Ochrony Pogranicza. W 1929 został jednym z kandydatów zakwalifikowanych do Wyższej Szkoły Wojennej na normalny kurs 1930/32. W roku 1930 zajmował 113. lokatę łączną (i w starszeństwie) pośród poruczników piechoty.
Z dniem 10 lipca 1930 przesunięto por. Ulatowskiego w sztabie 4 Brygady KOP „Podole” – ze stanowiska oficera ordynansowego na stanowisko I oficera sztabu brygady (zajmował również stanowiska kierownika kancelarii oraz referenta personalnego i administracyjnego w dowództwie Brygady w Czortkowie). Zarządzeniem prezydenta RP Ignacego Mościckiego z 2 grudnia 1930 został awansowany na stopień kapitana piechoty ze starszeństwem od 1 stycznia 1931 i 25. lokatą. Na mocy rozkazu Dowództwa KOP z 30 czerwca 1931 został powołany na staż przed odejściem do Wyższej Szkoły Wojennej (staż obywał od 8 lipca do 5 sierpnia 1931 w 16 pułku piechoty i od 7 sierpnia do 4 września 1931 w 21 pułku artylerii polowej), a z dniem 30 października 1931 odszedł na 6-tygodniowy kurs próbny do WSWoj., z którego powrócił 17 grudnia 1931. W 1932 nadal zajmował 25. lokatę wśród kapitanów piechoty w swoim starszeństwie. Rozkazem Ministra Spraw Wojskowych z 9 maja 1933 ogłoszono jego przeniesienie z Korpusu Ochrony Pogranicza do 83 pułku piechoty, ale przydział ten zmieniono na 70 pułk piechoty. Do nowego miejsca służby odszedł w dniu 29 maja 1933.
Na dzień 1 lipca 1933 zajmował 1735. lokatę łączną wśród kapitanów piechoty, a na dzień 5 czerwca 1935 była to 1470. lokata łączna (a jednocześnie 23. lokata w starszeństwie). Przez cały ten okres pełnił służbę w 70 pułku piechoty z Pleszewa, zajmując stanowiska adiutanta (szefa sztabu) pułku, dowódcy kompanii i dowódcy batalionu szkolnego. Od 9 lipca do 15 listopada 1934 na kursie dowódców batalionów w rembertowskim Centrum Wyszkolenia Piechoty. 
Następnie został przeniesiony do 14 pułku piechoty z Włocławka, w którym od 20 stycznia 1938 objął dowodzenie nad batalionem. Na dzień 16 marca 1938 pełnił obowiązki dowódcy III batalionu włocławskiego pułku. W tym samym miesiącu wszedł w skład komisji powołanej do zaprojektowania nowej odznaki pułkowej. Awansowany do rangi majora piechoty został ze starszeństwem od 19 marca 1938 i 66. lokatą w korpusie oficerów piechoty. W maju 1938 wybrano go I wiceprezesem Wojskowego Klubu Sportowego działającego przy 14 pp. Podczas operacji zajmowania Zaolzia (październik 1938) piastował stanowisko dowódcy zbiorczego batalionu wystawionego przez 14 pułk piechoty. Na dzień 23 marca 1939 nadal zajmował 66. lokatę wśród majorów piechoty ze swojego starszeństwa i dowodził III batalionem 14 pułku piechoty. Od 20 maja do 24 sierpnia 1939 instruktor Przysposobienia Wojskowego w Politechnice Warszawskiej (odbył przeszkolenie ze słuchaczami na obozie szkolnym w Grandziczach koło Grodna). Następnie przeniesiony do 36 pułku piechoty Legii Akademickiej stacjonującego w garnizonie Warszawa, w którym objął dowodzenie nad III batalionem.

## Kampania wrześniowa i niewola
W kampanii wrześniowej 1939 wziął udział na stanowisku dowódcy III batalionu 36 pułku piechoty (pułk wchodził w skład 28 Dywizji Piechoty). Walczył z Niemcami na całym szlaku bojowym macierzystego pułku (ranny 12 września pod Brwinowem), kończąc swój udział w wojnie uczestnictwem w obronie Modlina. Po honorowej kapitulacji Twierdzy Modlin został 7 listopada 1939 w Warszawie aresztowany przez Gestapo i wywieziony do niewoli niemieckiej. Przetrzymywany był w oflagach: IV C Colditz, II A Prenzlau (od 22 maja 1940), II B Arnswalde (od 14 listopada 1940) i II D Gross-Born (numer jeniecki 102). Oswobodzony przez wojska angielskie pod koniec kwietnia 1945 z obozu X B Sandbostel.  

## Losy powojenne
Po oswobodzeniu z niewoli powrócił 3 października 1946 do kraju (po odnalezieniu rodziny wywiezionej przez Niemców z Warszawy) i zarejestrował się w Rejonowej Komendzie Uzupełnień w Koninie. Zmarł 16 marca 1987 w Koninie i spoczywa na tamtejszym cmentarzu parafii św. Bartłomieja przy ulicy Kolskiej (sektor: A7, grób: 24). 

## Rodzina
Juliusz Ulatowski zawarł w 1923 w Koninie związek małżeński z Zofią z domu Szkudlarek (ur. w 1902 w Koninie, zm. 17 września 1987 tamże). Z ich związku w dniu 8 listopada 1938 narodziła się w Toruniu córka Maria Teresa Zofia.

## Ordery i odznaczenia
- Krzyż Walecznych (1939)[32]
- Srebrny Krzyż Zasługi (1930)[33]
- Medal Pamiątkowy za Wojnę 1918–1921 (1928)[34]
- Medal Dziesięciolecia Odzyskanej Niepodległości (1928)[34]
- Srebrny Medal za Długoletnią Służbę[34]
- Brązowy Medal za Długoletnią Służbę[34]
- Odznaka pamiątkowa Korpusu Ochrony Pogranicza „Za Służbę Graniczną” (1930)[34]
- Państwowa Odznaka Sportowa (1932)